# 메카네

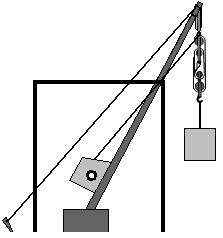
메카네

메카네(mechane), 혹은 마시네(machine)는 고대 그리스 시기, 그 중에서도 기원전 4,5세기에 주로 고대 그리스 극장에서 쓰인 기중기이다. 나무 기둥으로 만들어진 도르래 형태의 이 장치는 일반적으로 배우를 위로 끌어올려 마치 하늘을 나는 것 같은 효과를 주는데 사용되곤 했다. 이 무대용 장치는 신들을 저 높은 곳에서부터 무대로 불러오는 데 사용되었고, 이런 이유로 인해 라틴어 단어 데우스 엑스 마키나(기계장치로부터의 신)라는 말에도 사용되었다. 에우리피데스는 기원전 431년에 지은 비극 메데이아(Medea, 기원전 431년)에서 신성한 존재를 상징하는 캐릭터가 아닌 인물을 표현하는데 이 장치를 이용하여 유명해지기도 하였다.

## 고대 로마에서의 사용
무대장치들은 고대 로마의 장례식에서 고도로 극화된 여러 퍼포먼스를 하는 동안에 사용되기도 하였다. 율리우스 카이사르의 장례식에서 아피아누스 알렉산드리누스(Appianus Alexandrinus)는 사망한 독재자의 피투성이 밀랍조상을 장례식에 운집한 군중들에게 보여주기 위해 메카네를 사용했다고 기록하였다. 메카네는 배우의 모습을 모든 각도에서 볼 수 있도록 하는데 사용되기도 하였다. 조프리 수미(Geoffrey Sumi)는 이에 대하여 율리우스 카이사르의 신성성을 나타내기 위해 메카네가 사용되었다고 보았다. 그러나 이러한 가능성이 낮아보이는데 왜냐하면 아피아누스는 이 메카네를 데우스 엑스 마키나를 표현하는데 사용되는 장치와 같은 것으로 묘사하지 않았기 때문이다. 게다가 카이사르의 신격화(apotheosis)는 기원전 42년까지 정식으로 신격화되지도 않았으며 카이사르가 살아있을 때도 신성한 존재로 추앙받은 적은 적어도 비공식적인 경우일 뿐에 한정되었다. 카이사르의 장례식에서 메카네를 최초로 사용한 인물은 마르쿠스 안토니우스였는데 그는 대중들에게 카이사르에 대한 존경을 강화하여 자신의 정치적 영향력을 강화시키려고 하였다.

## 종교 의식에서의 사용
기독교 예전(禮典)에서 메카네는 십자가를 나타내는데 사용되기도 하였다. 이그나티우스(Ignatius)는 십자가를 ‘예수 그리스도의 극장 메카네’로 부르기도 했다.